# Witold Sztark
Witold Sztark (ur. 10 marca 1894 w Koninie, zm. 22 lutego 1992 we Wrocławiu) – pułkownik artylerii Wojska Polskiego, kawaler Orderu Virtuti Militari.

## Życiorys
Urodził się 10 marca 1894 w rodzinie ewangelickiej Daniela i Natalii z domu Petschke (Peczke). W 1905 rozpoczął naukę w Polskiej Średniej Szkole Handlowej w Kaliszu. W 1908 przeniósł się do Szkoły Realnej w Równem, gdzie cztery lata później zdał egzamin dojrzałości. Od 1912 studiował na Wydziale Mechanicznym Kijowskiego Instytutu Politechnicznego.
15 maja 1915 wstąpił do Siergiejewskiej Szkoły Artylerii w Odessie. 1 listopada 1915, po ukończeniu szkoły, został mianowany chorążym ze starszeństwem z 1 października 1915. Prawdopodobnie został wcielony do 107 dywizjonu artylerii, który wchodził w skład 107 Dywizji Piechoty należącej do 42 Korpusu Armijnego, sformowanego na terytorium ówczesnego Wielkiego Księstwa Finlandii. W dalszej służbie w armii rosyjskiej awansował na podporucznika (2 sierpnia 1916) i porucznika (13 października 1917). Walczył w obronie wyspy Ösel. 17 października 1917 dostał się do niemieckiej niewoli (zob. operacja Albion). 16 lutego 1918 został zwolniony z niewoli i przyjechał do Konina.
23 grudnia 1918 został przyjęty do Wojska Polskiego z byłych 1, 2, 3 Korpusów Polskich i byłej armii rosyjskiej, z zatwierdzeniem stopnia porucznika, i przydzielony z dniem 1 listopada 1918 do Szkoły Oficerów Artylerii w Rembertowie. Uczestniczył w wojnie polsko-bolszewickiej w szeregach 2 pułku artylerii polowej Legionów, za co otrzymał Order Virtuti Militari.
Został awansowany na stopień kapitana artylerii ze starszeństwem z dniem 1 czerwca 1919. Później pozostawał oficerem 2 pułku artylerii polowej Legionów w Kielcach i w 1923 był odkomenderowany na studia do Politechniki Lwowskiej. W listopadzie 1924, po ukończeniu odkomenderowania na studia, został przeniesiony do korpusu oficerów uzbrojenia w stopniu kapitana ze starszeństwem z 1 czerwca 1919 i 66,7 lokatą, z równoczesnym wcieleniem do Okręgowego Zakładu Uzbrojenia Nr 1 w Warszawie i przydzielony do Zbrojowni Nr 2 w Warszawie na stanowisko odbiorcy materiałów uzbrojenia z przeznaczeniem do Lwowa. 3 maja 1926 prezydent RP nadał mu stopień majora ze starszeństwem z dnia 1 lipca 1925 i 25. lokatą w korpusie oficerów uzbrojenia. Z dniem 1 czerwca 1926 został przeniesiony służbowo na czteromiesięczny kurs dowódców dywizjonów w Szkole Strzelań Artylerii. W lipcu tego roku został przeniesiony do korpusu oficerów artylerii, w tym samym stopniu, starszeństwie i 36,5. lokatą, z pozostawieniem na zajmowanym stanowisku w Oficerskiej Szkole Artylerii w Toruniu. 
W 1928 był przydzielony z 2 pap Leg. do Centrum Wyszkolenia Artylerii. W 1932 był oficerem 5 pułku artylerii lekkiej we Lwowie. W grudniu 1932 został przeniesiony do 6 pułku artylerii ciężkiej we Lwowie na stanowisko zastępcy dowódcy pułku. 17 stycznia 1933 roku został mianowany podpułkownikiem ze starszeństwem z dniem 1 stycznia 1933 roku i 7. lokatą w korpusie oficerów artylerii. Na początku 1935 został przeniesiony do CWArt. na stanowisko dyrektora nauk Szkoły Podchorążych Artylerii w Toruniu. W listopadzie tego roku został zastępcą komendanta szkoły w Szkole Podchorążych Artylerii.
Po wybuchu II wojny światowej w okresie kampanii wrześniowej był dowódcą 18 pułku artylerii lekkiej do 13 września 1939. W wyniku bitwy pod Łętownicą dowódca 18 Dywizji Piechoty płk. dypl. Stefan Kossecki został ranny, a dowódca piechoty dywizyjnej płk Aleksander Hertel poległ. Kontuzjowany ppłk Sztark tego dnia pozostał najstarszym stopniem oficerem nadrzędnej 18 Dywizji Piechoty. 18 DP została rozbita. 13 września rano ppłk Sztark wysłał parlamentariuszy w prośbą o udzielenie pomocy rannym polskim żołnierzom zgrupowanym w Łętownicy, jak i zalegających na pobojowisku. Ppłk Sztark dostał się do niewoli i przebywał w oflagu w Woldenbergu.
Po wojnie pozostawał w stopniu podpułkownika, brał udział w ustanowieniu w kościele w Andrzejewie tablicy upamiętniającej żołnierzy 18 pal. Od 1 września 1947 podjął pracę w charakterze nauczyciela matematyki w konińskim gimnazjum i liceum koedukacyjnym (późniejszym liceum ogólnokształcącym, obecnie I Liceum Ogólnokształcącym im. Tadeusza Kościuszki). W szkole tej pracował do 31 sierpnia 1961. Po przejściu na emeryturę przeniósł się do córki do Wrocławia i tam mieszkał do końca życia. W 1972 został awansowany do stopnia pułkownika. Zmarł 22 lutego 1992 i został pochowany na Cmentarzu Grabiszyńskim we Wrocławiu.
23 czerwca 1923 w kościele św. Michała Archanioła w Umieniu zawarł związek małżeński z Marią Ludwiką de Rathel, córką Henryka i Heleny z Czernickich, właścicielką majątku Olszówka, z którą miał córkę Hannę Barbarę (1924–2006), sanitariuszkę w powstaniu warszawskim i syna Zbigniewa Jana ps. „Zbyszek” (1926–1944), strzelca batalionu „Bałtyk” pułku AK „Baszta”.
W 2018 ustanowiono ulicę Witolda Sztarka w Ostrowi Mazowieckiej, a następnie, w tym samym roku w jego rodzimym Koninie. We wrześniu 2018 roku na murach I Liceum Ogólnokształcącego w Koninie odsłonięto tablicę poświęconą jego osobie.
Od 9 lipca 2025 imię płk. Witolda Sztarka nosi 18 Brygada Artylerii w Nowej Dębie.

## Ordery i odznaczenia
- Krzyż Złoty Orderu Wojskowego Virtuti Militari nr 197[35]
- Krzyż Srebrny Orderu Wojskowego Virtuti Militari nr 5812[1]
- Krzyż Walecznych[1]
- Złoty Krzyż Zasługi – 10 listopada 1938 „za zasługi w służbie wojskowej”[36]
- Medal Pamiątkowy za Wojnę 1918–1921„za zasługi w służbie wojskowej”[37]
- Medal Dziesięciolecia Odzyskanej Niepodległości„za zasługi w służbie wojskowej”[37]
- Odznaka za Rany i Kontuzje z jedną gwiazdką„za zasługi w służbie wojskowej”[37]